# Ruhen des Verfahrens
Das Ruhen des Verfahrens oder dessen Sistierung ist ein vorübergehender Zustand eines behördlichen oder gerichtlichen Verfahrens. 

## Deutschland
Solange das Verfahren ruht, kann keine Entscheidung ergehen. Es kann im Verfahren über den Einspruch gegen einen Steuerbescheid oder einem Gerichtsverfahren angeordnet werden.
Im Einspruchsverfahren gegen einen Steuerbescheid kann das Finanzamt das Ruhen des Verfahrens anordnen. Dies ist möglich, wenn eine Rechtsfrage, die den Steuerfall betrifft, beim Bundesfinanzhof, beim Bundesverfassungsgericht oder beim Europäischen Gerichtshof anhängig ist (§ 363 Abs. 1 AO), dass bereits Gegenstand eines Gerichtsverfahren ist. Gleiches gilt, wenn die Entscheidung von einem anderen Verfahren abhängig ist (§ 363 Abs. 1 AO). In diesen Fällen ruht das Verfahren, bis das jeweilige Gericht entschieden hat.
Ferner kann mit Zustimmung des Einspruchführers das Ruhen des Verfahrens angeordnet werden, wenn dies aus wichtigen Gründen zweckmäßig erscheint (§ 363 Abs. 2 AO). 
In gerichtlichen Verfahren hat das Gericht das Ruhen des Verfahrens anzuordnen, wenn anzunehmen ist, dass wegen Schwebens von Vergleichsverhandlungen oder aus sonstigen wichtigen Gründen diese Anordnung zweckmäßig ist (§ 251 ZPO bzw. entsprechende andere Verfahrensordnungen).
Im Sozialrecht ist dies gemäß § 202 Sozialgerichtsgesetz in Verbindung mit § 251 ZPO möglich.
Das Ruhen des Verfahrens hängt stets von der Zustimmung aller Verfahrensbeteiligten ab.

## Schweiz
Die schweizerische Rechtssprache spricht von der «Sistierung» des Verfahrens. Diese kann in der Regel auf Antrag einer Partei oder durch das Gericht von Amtes wegen angeordnet werden, auch wenn nicht die Zustimmung aller Beteiligten vorliegt, aber eine unzweckmässige Verfahrenssistierung kann meist als Rechtsverzögerung mit dem Rechtsmittel Beschwerde angefochten werden (Art. 126 E ZPO).

## Vertragsrecht
- Sistierung (Vertragsrecht)